# فيليب دوبوا
فيليب دوبوا ولد في لوبس في 4 نوفمبر 1958، وهو فنان ورسام بلجيكي. يوقع أعماله تحت اسم مستعار فيبوس.
بدء فيليب دوبوا الرسم في سن 30عاما. في أكتوبر 1989 عرض أول لوحاته التصويرية في الصالون الوطني البلجيكي الشركة الوطنية للسكك الحديدية البلجيكية. حصل على الجائزة الأولى من الجمهور مع اللوحة البحرية التي تصور سفينة تبحر.
لعدة سنوات، درس الرسم والتصوير في ثوديني مع الرسام والون بين جينو (لييرس-و- فوستو) والرسام السريالي جورج دوبويسون (لا بويسيير منطقة موربوس-لي-شاتو).
من 1989 حتى 1990، وقام بالعديد من الرحلات إلى أمستردام لدراسة أعمال فينسنت فان غوخ. عمل فيبوس نسخا عديدة من هذا المعلم الهولندي العظيم. لوحة دوبوا فيليب تطورت بعد ذلك إلى الفن التجريدي. في ديسمبر 1998 وقل انه عرض لوحته تجريدية الأولى في متحف ميناء توبيز (بلجيكا).
بعد أن عاش ما يقرب من 35 عاما في قرية صغيرة من فونتين – فالمونت (هينو)، عاش فيليب دوبوا وعمل في بروكسل. في يناير 2009، أصبح فنان تشكيلي لفكرة طلاء الجزء الخلفي من قماش الإطار التالي.

## معارض منفردة
- 1988 - Galerie de la Cascade، Fontaine-Valmont, Belgique
- 1990 - Expo Van Gogh, Salle communale، Erquelinnes, Belgique
- 1998 - Musée de la Porte, Tubize, Belgique
- 2000 - Art Gallery Alphonse D'Heye, Knokke, Belgique,
- 2002 - Hotel Excelsior, Lovran, Croatie
- 2009 - RoshAmani asbl - Namur, Belgique

## معارض مجموعة
- 1989 - Salon national des arts plastiques de la SNCB, Bruxelles, Belgique Modèle:
- 1992 - Ici Wallonie, Mont-Sainte-Geneviève, Belgique
- 1993 - Le chevalet de la Sambre, La Buissière, Belgique
- 2007 - Sélection XXI, Bruxelles, Belgique
- 2008 - Salon de l'art des XIX, XX et XXI ème siècles Linéart, Gand, Belgique
- 2009 - Galerie Gaudi, Madrid, Espagne
- 2009 - WOI.vol2, Galerie APW, New York, États-Unis
- 2009 - Projet Landfillart, Wilkes-Barre, Pennsylvanie, États-Unis

## الجوائز ومكافآت
- 1989 - Prix du Public au Salon national des arts plastiques de la SNCB avec une marine (peinture) représentant un voilier (Eole), Bruxelles, Belgique
- 2009 - Premier Prix de l'exposition internationale "World Of Imagination Vol.2" organisée par la galerie APW de New York, États-Unis